# Dieter Dammjacob
Dieter Dammjacob (* 18. Februar 1951 in Schweinfurt) ist ein Brigadegeneral außer Dienst der Luftwaffe der Bundeswehr. Er war in letzter Verwendung bis Februar 2013 Stellvertretender Kommandeur der 4. Luftwaffendivision in Aurich.

## Militärische Laufbahn

### Ausbildung und erste Verwendungen
Beförderungen
- 1972 Leutnant
- 1973 Oberleutnant
- 1977 Hauptmann
- 1984 Major
- 1990 Oberstleutnant
- 1997 Oberst
- 2006 Brigadegeneral

Dammjacob trat 1968 beim Luftwaffenausbildungsregiment 1 in Pinneberg in die Bundeswehr ein und absolvierte dort die allgemeinmilitärische Grundausbildung. Von 1968 bis 1970 war er Flugzeugführeranwärter in der 3. Staffel im Fluganwärterregiment in Uetersen. Von 1970 bis 1972 erhielt er als Flugschüler in den Luftwaffenausbildungsstaffeln auf der Sheppard Air Force Base bei Wichita Falls (Texas, USA) und Luke AFB bei Glendale (Arizona, USA) seine fliegerische Ausbildung. Nach seiner Rückkehr nach Deutschland folgte von 1972 bis 1977 eine erste fliegerische Verwendung als Flugzeugführer auf der F-104G Starfighter in der 1. Staffel des Jagdbombergeschwader 32 auf dem Fliegerhorst Lechfeld. Es folgten eine Umschulung auf die F-4F Phantom II und 1977 bis 1980 Verwendungen als Flugzeugführer in der 2. Staffel/Jagdbombergeschwader 35 auf dem Fliegerhorst Pferdsfeld sowie 1980 bis 1981 als Einsatzstabsoffizier 1. Staffel im selben Geschwader. Von 1981 bis 1984 war Dammjacob Austausch-Fluglehrer auf der F-16 beim 56th Tactical Fighter Wing auf der Mac Dill AFB bei Tampa (Florida, USA). 1984 kehrte Dammjacob nach Deutschland zurück und war bis 1986 Staffelkapitän der 2. Staffel des Jagdbombergeschwader 36 in Rheine-Hopsten. Von 1986 bis 1988 nahm er am Generalstabslehrgang an der Führungsakademie der Bundeswehr in Hamburg teil.

### Dienst als Stabsoffizier
Nach Abschluss der Generalstabsausbildung wurde Dammjacob bis 1990 als Dozent für Luftkriegführung weiter an der Führungsakademie der Bundeswehr eingesetzt. Von 1990 bis 1992 war er, nach Umschulung auf den Alpha Jet, als Kommandeur der Fliegenden Gruppe des Jagdbombergeschwaders 41 auf dem Fliegerhorst Husum eingesetzt. Es folgten verschiedene Verwendungen als Stabsoffizier: 1992 bis 1993 als Stabsoffizier Planung im Aufstellungsstab, NATO Reaction Force Air Staff Kalkar sowie 1993 bis 1995 als Stabsoffizier im Aufstellungsstab und Dezernatsleiter A 3 b im Luftwaffenkommando Nord Kalkar. Von 1995 bis 1997 war Dammjacob als Referent Fü S III 4 (Europäische Union; Westeuropäische Union; Grundsatzfragen der militärpolitischen Interessenvertretung in diesen Organisationen; Europabeauftragter des Verteidigungsministeriums) im Führungsstab der Streitkräfte in Bonn beschäftigt. Von 1997 bis 1999 wurde er wiederum beim NATO Reaction Force Air Staff in Kalkar, diesmal als Chief Concepts und Dienstältester Deutscher Offizier eingesetzt. Es folgte 1999 bis 2003 eine Verwendung bei der Ständigen Vertretung der Bundesrepublik Deutschland bei der OSZE in Wien. Von 2003 bis 2005 war Dammjacob Arbeitsbereichsleiter 5 (Personal, Innere Führung und Ausbildung) im Planungsstab des Bundesministers der Verteidigung in Berlin.

### Dienst als General
Von 2005 bis 2008 war Dammjacob Stellvertretender Kommandeur und Chef des Stabes beim Kommando Operative Führung Luftstreitkräfte in Kalkar. Damit einherging die Beförderung zum Brigadegeneral. Von 2008 bis 2010 war er als Abteilungsleiter Einsatz (ACOS J3) im Supreme Headquarters Allied Powers Europe der NATO (SHAPE) in Mons (Belgien) in einer integrierten Verwendung. Von 2010 bis 2013 war er in letzter Verwendung Stellvertretender Kommandeur der 4. Luftwaffendivision in Aurich. In dieser Zeit war er gleichzeitig für sechs Monate als Kontingentführer des deutschen Einsatzkontingents NATO Response Force (NRF 17) geplant, sowie für weitere sechs Monate als Leiter des Verbindungsstabes zum United States Central Command (USCENTCOM) in Tampa, Florida (USA) eingesetzt. Im Februar 2013 wurde Dammjacob nach 44 Dienstjahren in den Ruhestand versetzt.

### Auslandseinsätze
- 2008 ISAF Kommandeur Regional Command North in Masar-i Sharif (Afghanistan)[3][4]

### Auszeichnungen
- Ehrenkreuz der Bundeswehr in Gold

- Einsatzmedaille der Bundeswehr in Bronze ISAF

- NATO-Medaille ISAF

- Meritorious Service Medal (USA)

Dammjacob war Luftfahrzeugführer mit 3500 Flugstunden, vor allem auf den Einsatzmustern F-104G, F-4F, A-Jet und F-16 A/B, sowie Waffenlehrer auf F-104G und F-4F und Fluglehrer auf F-4F und F-16 A/B.

## Privates
Dammjacob ist verheiratet, hat einen Sohn und eine Tochter.